# Kreuzstein bei Jahrsdorf

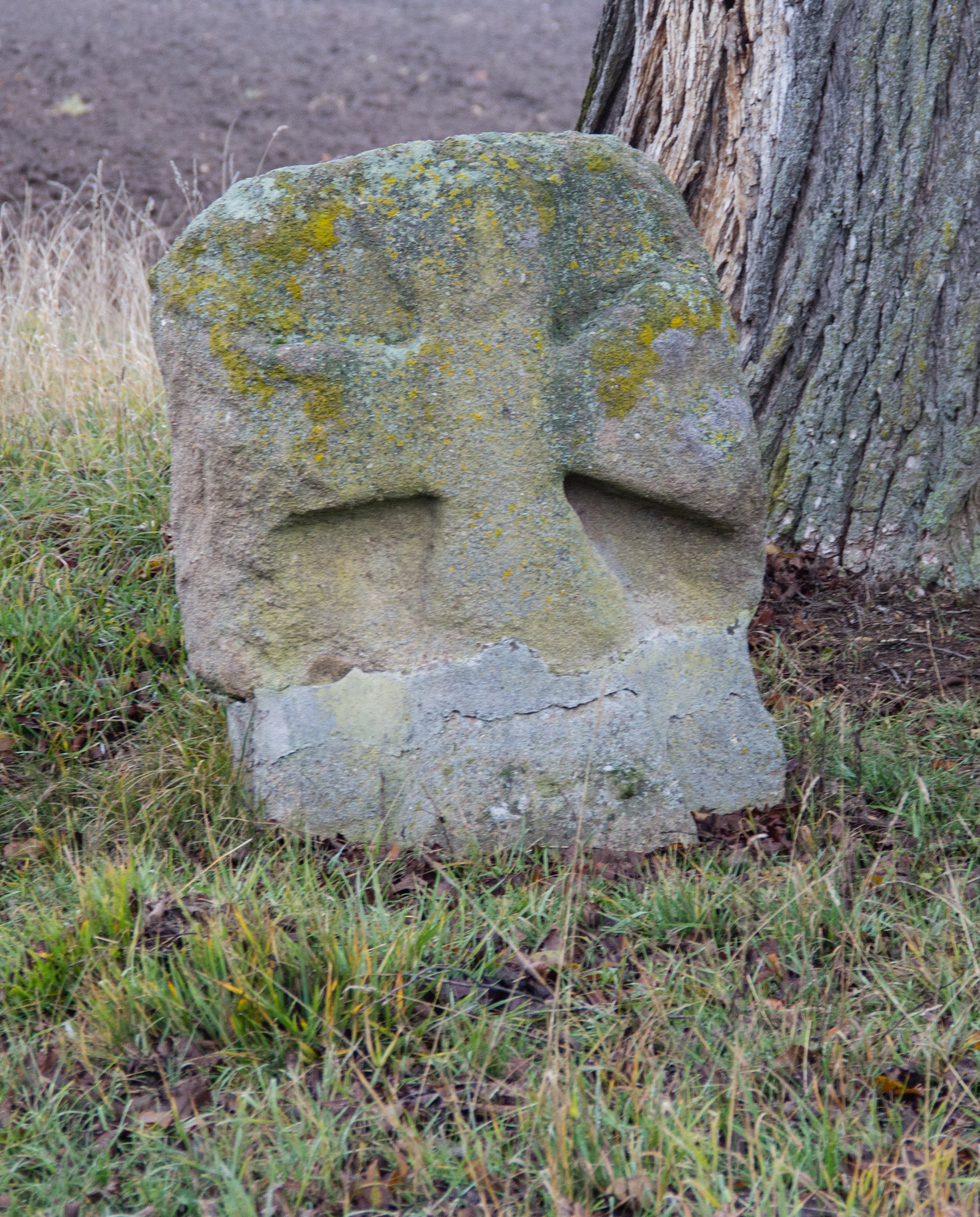
Kreuzstein in Jahrsdorf

Der historische Kreuzstein bei Jahrsdorf ist ein historischer Kreuzstein bei Jahrsdorf, einem Gemeindeteil der Stadt Hilpoltstein im mittelfränkischen Landkreis Roth in Bayern.

## Beschreibung

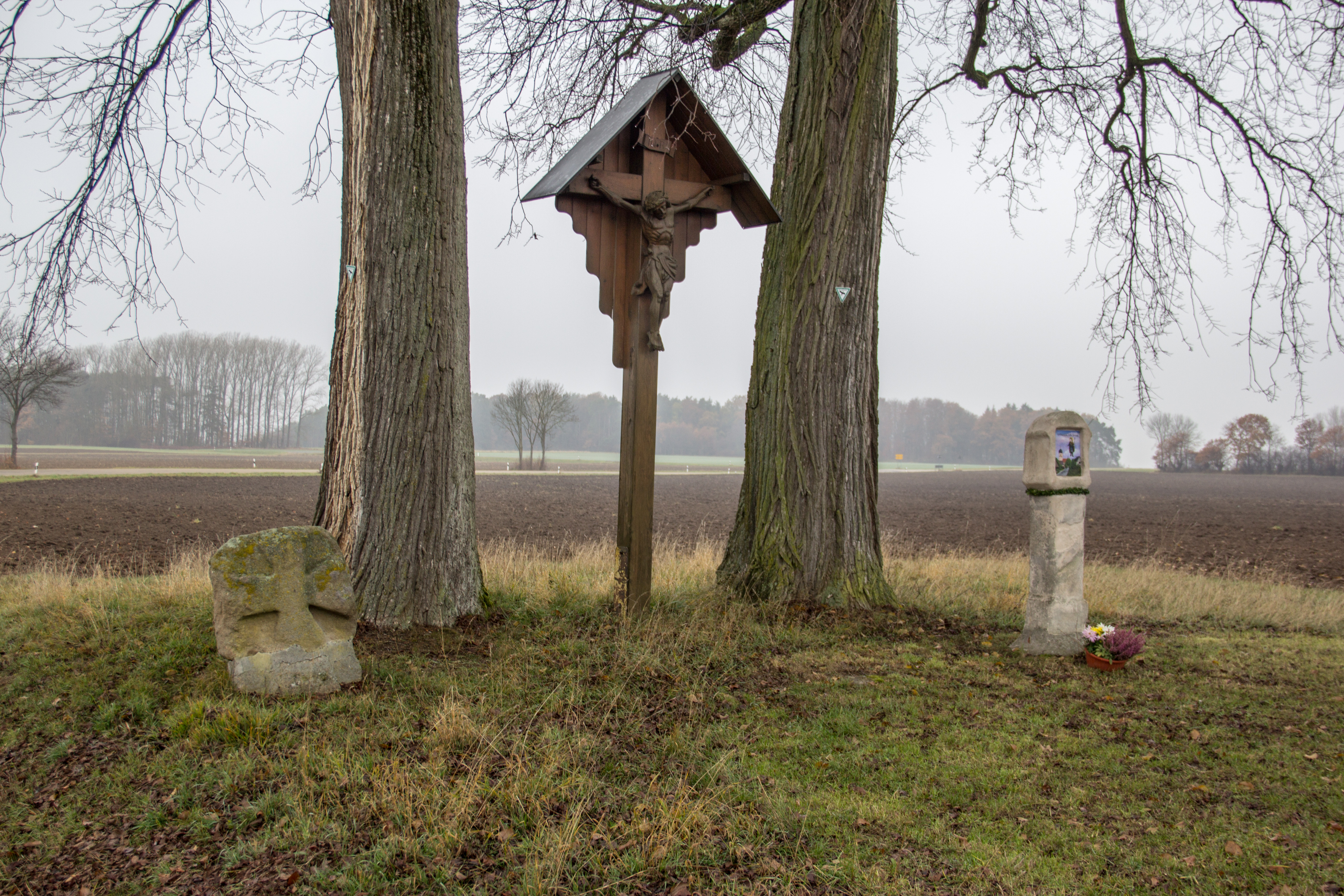
Blick auf den Standort

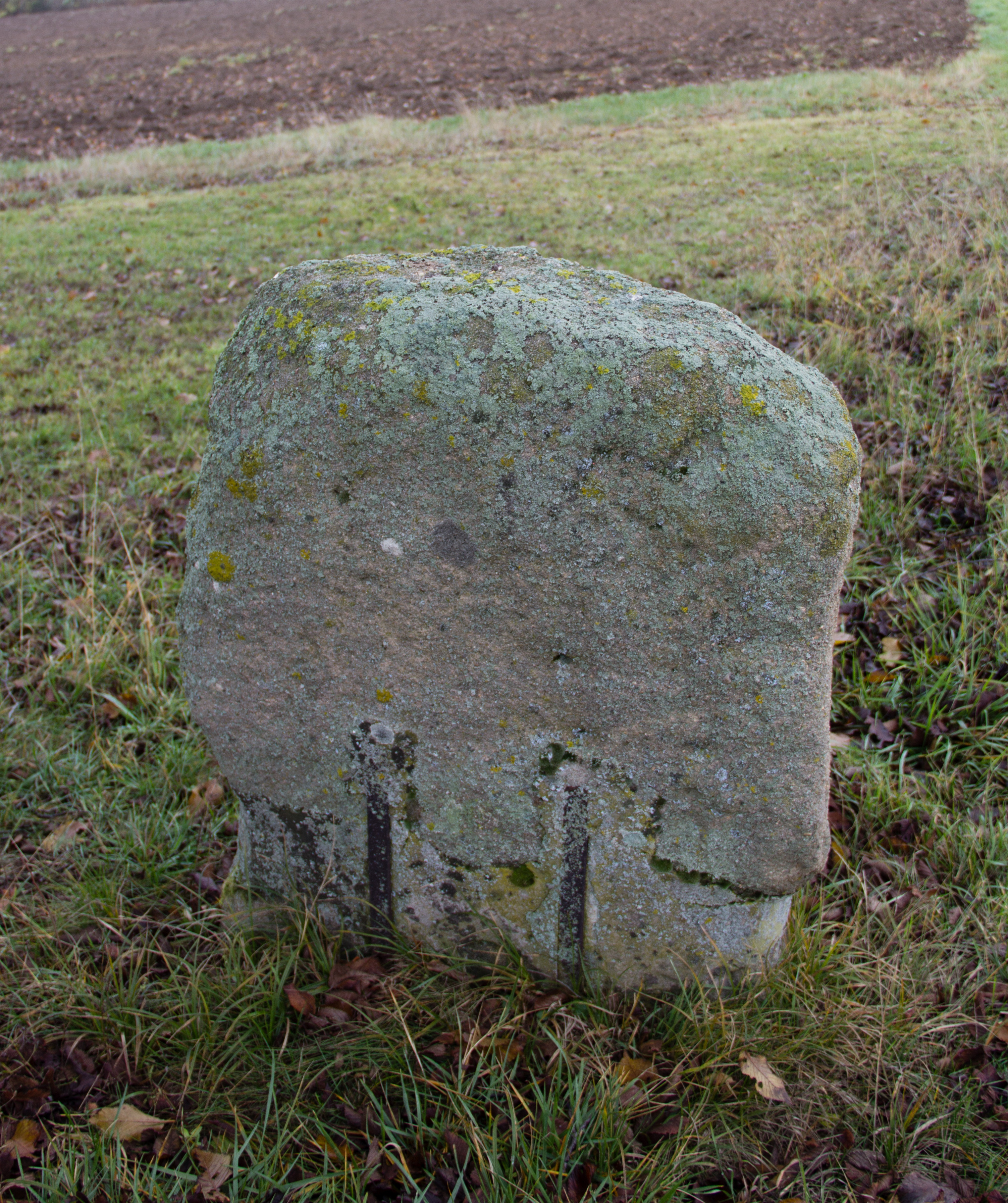
Rückseite

Der Kreuzstein befindet sich etwa 550 Meter nordöstlich von Jahrsdorf an einem Feldweg von Grauwinkl nach Jahrsdorf.
Der kleine mäßig stark verwitterte Kreuzstein aus Sandstein hat die Abmessungen 100 × 80 × 38 cm. Auf der Vorderseite befindet sich ein malteserkreuzförmiges Kreuz im Relief, am unteren Ende eine reparierte Bruchstelle. Die glatte Rückseite hat unten an der Bruchstelle zwei Eisenklammern. Der ursprünglich in der Nähe des alten Kirch- und Schulweges von Grauwinkl nach Jahrsdorf befindliche Stein wurde im Zuge der Flurbereinigung an seinen heutigen Standort versetzt. Das Kleindenkmal steht heute in Gesellschaft mit einem historischen Bildstock und einem hölzernen Flurkreuz, das um 1990 erneuert wurde. Alle Objekte stehen unter zwei Ulmen, die wohl um 1890 gepflanzt wurden und als Naturdenkmal ausgewiesen sind.

## Geschichte
Über den Zeitpunkt der Entstehung ist nichts bekannt. Der Sage nach wurde der Kreuzstein zum Gedenken an den Totschlag eines Bettlers aufgestellt.

## Martersäule

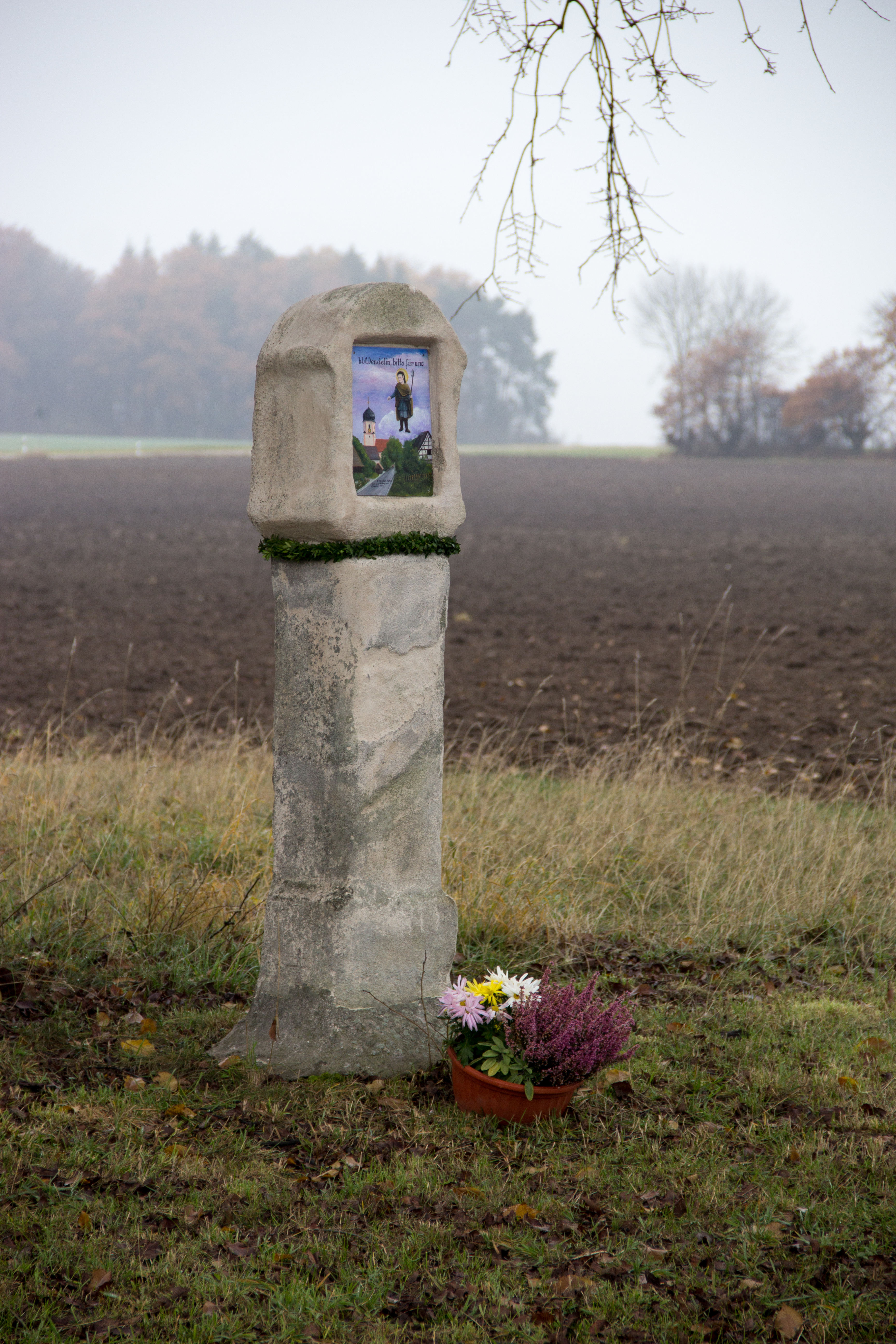
Martersäule

Am Standort steht auch eine historische Martersäule (Bildstock). Das Kleindenkmal besteht aus Sandstein und hat die Abmessungen 165 ×  45 ×  37 cm. Der Bildstock stammt wohl aus dem 17./18. Jahrhundert. Das Bild im Bildhäuschen mit Rundbogen (Ädikula) wurde 2011 erneuert und ist dem hl. Wendelin gewidmet. Am Schaft und vor dem Bildstock finden sich oft Blumenopfer.
Der Bildstock ist vom Bayerischen Landesamt für Denkmalpflege als Baudenkmal (D-5-76-127-91) ausgewiesen.